# Elisabeth Oehler-Heimerdinger
Elisabeth Oehler-Heimerdinger; Pseudonym für Elisabeth Oehler; (* 13. Januar 1884 in Cannstatt als Elisabeth Heimerdinger; † 30. März 1955 in Erdmannhausen) war eine deutsche Missionarin und Schriftstellerin.

## Leben
Elisabeth Oehler-Heimerdinger entstammte einer pietistischen Kaufmannsfamilie. Sie erhielt ihre schulische Ausbildung an der Höheren Töchterschule in Cannstatt und in einem Mädchenpensionat in Neuchâtel. Anschließend lebte sie im elterlichen Haushalt. 1908 hielt der Missionar Wilhelm Oehler, der in China wirkte, um ihre Hand an. Elisabeth Oehler-Heimerdinger folgte ihm 1909 nach China, wo sie mit ihrem Mann in der Missionsarbeit wirkte. Sie war als
Lehrerin tätig und pflegte insbesondere den Kontakt zu chinesischen Frauen, mit deren Problemen sie auf diese Weise vertraut wurde. Nachdem die Familie Oehler 1920 nach Deutschland zurückgekehrt war, widmete sich Elisabeth Oehler-Heimerdinger der Erziehung ihrer vier Kinder und unterstützte ihren Ehemann bei seiner akademischen Tätigkeit an den Universitäten Tübingen und Basel sowie in der Gemeindearbeit.
Elisabeth Oehler-Heimerdinger verfasste eine Vielzahl von erzählenden Werken, die meist der Missionsliteratur zuzurechnen sind und in denen sie häufig die in China gemachten Erfahrungen verarbeitete. Daneben entstanden Gedichte, Memoiren, Biografien sowie Übersetzungen chinesischer Lyrik.
Ihre Enkelin ist die Wissenschaftsjournalistin und Sachbuchautorin Regina Oehler.

## Werke
- Ich harre aus, Basel 1911
- Im finstern Tal, Basel 1911
- Das Pfarrhaus am Schatzberg, Basel 1912
- Ein Fünklein Mutterliebe, Basel 1918
- Gelitten und gestritten, Stuttgart 1920
- Die Befreiung der Agiau, Stuttgart 1921
- Der Maler von Tsiangkai, Stuttgart 1921
- ... sondern das Schwert, Elberfeld 1922
- Über den gelben Strom, Stuttgart 1922
- Der brennenden Kerze gleich, Elberfeld 1923
- Ohne Sang und Klang, Stuttgart 1923
- Weihrauch und Gebet, Stuttgart 1924
- Bibelfrauen in China, Stuttgart 1925
- Lastträgerinnen, Stuttgart 1925
- Wie mir die Chinesen Freund wurden, Stuttgart 1925
- Chinesenbuben, Stuttgart 1926
- Freude im Himmel, Basel 1926
- Beim roten Ahorn, Stuttgart 1927
- Von der Lebensfahrt eines Landsknechts Christi, Striegau 1927
- Jugend im Schatten, Stuttgart 1929
- Der Weg der Ho moi, Stuttgart [u. a.] 1932
- Das Äckerle des Johannes, Bamberg 1935
- Wie's daheim war, Stuttgart 1936
- Eine tapfere Frau, Basel 1937
- Die Chinesin, Elmshorn 1939
- Im fremden Land, Gießen 1947
- Die gefährliche Wette, Stuttgart 1948
- Die beiden Nönnchen, Möckmühl (Württ.) 1949
- Herbstwolke, Baden-Baden 1949
- Das Mädchen Wong, Stuttgart 1949
- Mit Gritli in die Schweizer Alpen, Stuttgart [u. a.] 1949
- Die Söhne aus dem Hause Tschhin, Basel 1949
- Das Kind in den Büschen, Stuttgart 1950
- Hannele und der Affe Dschimbo, Stuttgart 1951
- Drei Kindervisiten, Stuttgart 1952
- Otto Stockmayer, Basel 1952
- Jintai, Konstanz 1954
- Ein Leben der Hoffnung, Konstanz 1954
- Der Bub im Schnee. Des Waisenknaben Weihnachtsfreude, Stuttgart 1955
- Froher Dienst, Stuttgart 1955
- Niemand kann zwei Herren dienen, Stuttgart 1955
- Der Pfarrer von Schatam, Konstanz 1955
- Der Schneiderhannes von Denkendorf, Metzingen 1955
- A-On in Surinam, Stuttgart 1956
- Der Fächer des alten Tschong, Hannover 1956
- Justinas Tochter, Metzingen/Württ. 1956
- Kusine Hedwig, Metzingen/Württ. 1956
- Wohin der Weg auch führt, Metzingen/Württ. 1957
- Die Annemrei von Weil, Metzingen 1958
- Elisabeth Oehler-Heimerdinger, Metzingen/Württ. 1959
- Die blinde Mutter, Konstanz (Baden) 1960
- Marie Gemsenjäger, Metzingen/Württ. 1984

## Herausgeberschaft
- Das Frauenherz, Stuttgart 1925